# 比伊夫齊 (博胡斯拉夫區)
49°29′21″N 31°0′2″E / 49.48917°N 31.00056°E
比伊夫齊（烏克蘭語：Біївці）是位於烏克蘭北部的村莊，由基辅州奧布希夫區的博胡斯拉夫市鎮負責管轄。該村面積36平方公里，海拔高度141米，2001年人口851，人口密度每平方公里236.4人。